# Champagne Pol Roger

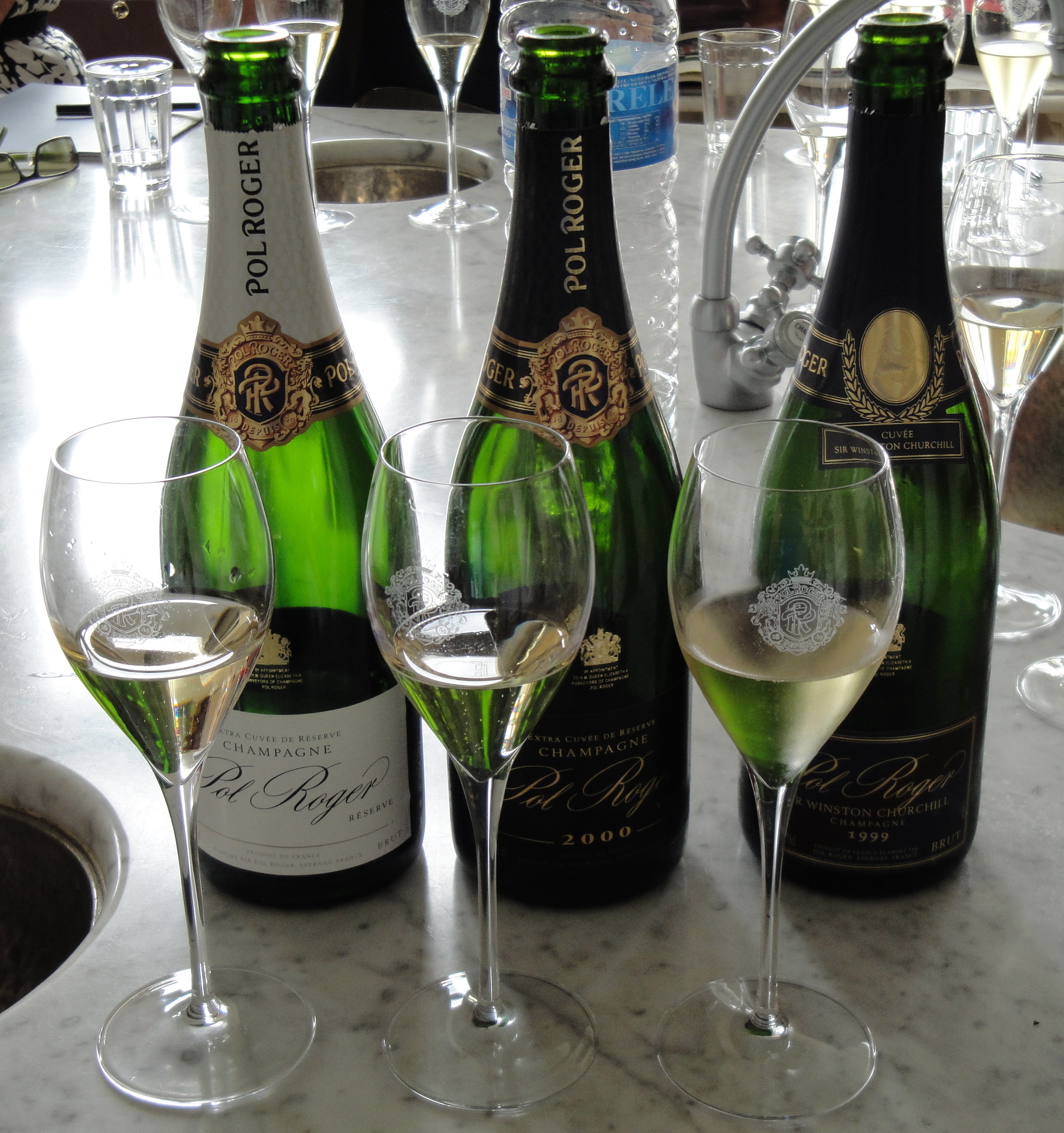
Champagnerprobe Pol Roger

Champagne Pol Roger, gegründet 1849, ist ein Hersteller von Champagner. Die Marke befindet sich als eines der letzten großen Champagnerhäuser noch immer im Familienbesitz. Sitz des Unternehmens ist Épernay in der Champagne in Frankreich.
Von hier aus werden jährlich etwa 1,5 Millionen Flaschen Schaumwein auf den Markt gebracht.

## Geschichte
Der Gründer, Pol Roger, wurde am 24. Dezember 1831 als Sohn eines Rechtsanwalts geboren. Seine berufliche Laufbahn begann er 1843 als Großkaufmann im Weingeschäft. Er fühlte sich 1849 berufen ein eigenes Champagnerhaus zu gründen, dessen erste Jahrgänge 1853 auf den Markt kamen. Hierbei unterstützte ihn seine Familie, da sein Vater krank wurde und kein Einkommen mehr erzielen konnte. Zunächst nahm Pol Roger Auftragsversektungen bis zur Reifung „sur lattes“ für andere Champagnerhäuser vor, bis er selbst 1853 auf dem englischen Markt aktiv wurde. Er erkannte auch den damaligen Trend zu Champagnern mit deutlich geringerer Versanddosage und stellte sich darauf ein. Als Pol Roger 1899 starb, blieb die Leitung des Hauses in der Familie.
Die Besitzer von Champagne Pol Roger sind Mitglieder der Primum Familiae Vini.

## Champagner-Portfolio
Die herausragende Marke des Hauses ist die Jahrgangscuvée Cuvée Sir Winston Churchill. Mit dieser Cuvée wird Winston Churchill, der diesen Champagner bei einem Treffen mit Odette Pol Roger gewürdigt hatte und der sich zu seiner bevorzugten Marke entwickelte, zu seinem 10. Todestag geehrt. Daneben gibt es noch drei weitere Jahrgangscuvées und drei Jahrgangsübergreifende Cuvées.